# Slide guitar

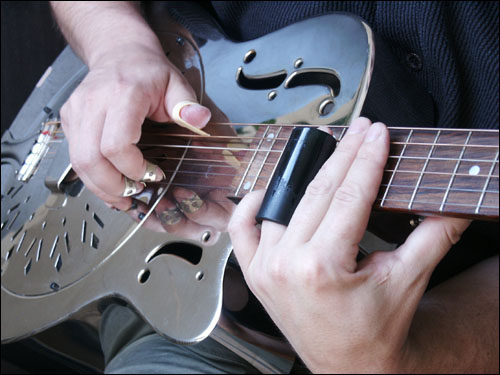
Esempio dell'uso del bottleneck, dei fingerpicks su una chitarra resofonica

La Slide guitar (o: bottleneck guitar) è una tecnica chitarristica che impiega un accessorio detto in inglese bottleneck, slide o slider.
Il bottleneck solitamente ha forma cilindrica e un'altezza pari almeno alla larghezza della tastiera della chitarra; è prodotto in vetro, ceramica, metallo o plastica, a seconda del timbro desiderato, ed è cavo per poterlo infilare al dito. Il termine slide (letteralmente sia: «scivolo» che «scivolare») si riferisce al fatto che tale strumento va fatto scivolare lungo le corde, tenendolo costantemente a contatto con esse, mentre le si pizzica con l'altra mano; Il nome bottleneck rimanda invece all'effettivo uso, in origine, di un collo di bottiglia di vetro per eseguire la tecnica.
Casi a sé stanti sono la lap steel guitar e la pedal steel guitar, che si suonano solitamente con un accessorio in acciaio – non cavo e pertanto poggiato sulle corde con la mano anziché infilato a un dito – per indicare il quale si parla più propriamente di steel-bar o tone-bar.

L'effetto della tecnica all'ascolto è un glissando ascendente o discendente – sia di note singole che di accordi – simile a quello ottenibile sugli strumenti ad arco e fretless, in quanto lo slider permette di variare l'altezza delle note in modo progressivo e fluido, a differenza di quanto accade con la tecnica tradizionale in cui le traversine metalliche (frets) poste lungo la tastiera consentono soltanto note a intonazione fissa e passaggi discreti tra una e l'altra (salvo l'impiego di altre tecniche manuali come il vibrato e il bending che tuttavia, per loro natura, producono solo variazioni microtonali o, nel caso del bending, di non più di qualche semitono). La tecnica funziona inoltre per tutta la lunghezza della corda, sfruttandone quindi l'intera estensione, poiché prescinde dalla lunghezza della tastiera (che solitamente limita tale estensione a non più due ottave per corda).